# Потукач
Потукач је староенглеска елегија која припада англосаксонској (староенглеској) књижевности. Састоји се од 115 стихова, а њен аутор је непознат. Сачувана је у Ексетерској књизи, рукописној збирци која се чува у библиотеци катедрале у Ексетеру.

## Порекло и назив дела
Не зна се прецизан датум настанка ове елегије, али сигурно је да је настала пре Ексетерске књиге, чије је време настанка око 975. године.
Елегија се на енглеском назива The Wanderer, а на српском се најчешће преводи као Потукач, Луталица. Именица потукач потиче од глагола потуцати се, који значи тумарати, лутати.

## Композиција дела
На основу промена из првог у треће лице једнине приликом нарације, Потукач се може поделити на два дела:
1. Први део, које изговара фиктивно ја и које говори о својој судбини

1. Други део, који садржи уопштена размишљања о животу и пролазности

Поред два дела заснована на лицу које говори, у елегији Потукач издвајају се и пролог и епилог, који садрже хришћанске елементе.